# Expedition 73
Expedition 73 är den 73:e expeditionen till Internationella rymdstationen (ISS). Expeditionen började den 19 april 2025 då delar av Expedition 72s besättning återvände till jorden med Sojuz MS-26.
Zena Cardman, Michael Fincke, Kimiya Yui och Oleg Platonov anlände till rymdstationen den 2 augusti 2025
Anne McClain, Nichole Ayers, Takuya Onishi och Kirill Peskov lämnar rymdstationen den 8 augusti 2025.
I november kommer Sergej Kud-Svertjkov, Sergej Mikaev och Christopher Williams att anlända till rymdstationen.

## Besättning
| Position     | Första delen (19 april - 2 augusti 2025)   | Andra delen (2 - 8 augusti)                | Tredje delen (8 augusti - 27 november)     | Fjärde delen (27 november - 9 december 2025)    |
| ------------ | ------------------------------------------ | ------------------------------------------ | ------------------------------------------ | ----------------------------------------------- |
| Befälhavare  | Takuya Onishi, JAXA Hans andra rymdfärd    | Takuya Onishi, JAXA Hans andra rymdfärd    | Sergej Ryzjikov, RSA Hans tredje rymdfärd  | Sergej Ryzjikov, RSA Hans tredje rymdfärd       |
| Flygingenjör | Sergej Ryzjikov, RSA Hans tredje rymdfärd  | Sergej Ryzjikov, RSA Hans tredje rymdfärd  |                                            |                                                 |
| Flygingenjör | Alexey Zubritsky, RSA Hans första rymdfärd | Alexey Zubritsky, RSA Hans första rymdfärd | Alexey Zubritsky, RSA Hans första rymdfärd | Alexey Zubritsky, RSA Hans första rymdfärd      |
| Flygingenjör | Jonny Kim, NASA Hans första rymdfärd       | Jonny Kim, NASA Hans första rymdfärd       | Jonny Kim, NASA Hans första rymdfärd       | Jonny Kim, NASA Hans första rymdfärd            |
| Flygingenjör | Anne McClain, NASA Hennes andra rymdfärd   | Anne McClain, NASA Hennes andra rymdfärd   |                                            | Sergej Kud-Svertjkov, RSA Hans andra rymdfärd   |
| Flygingenjör | Nichole Ayers, NASA Hennes första rymdfärd | Nichole Ayers, NASA Hennes första rymdfärd |                                            | Sergej Mikaev, RSA Hans första rymdfärd         |
| Flygingenjör | Kirill Peskov, RSA Hans första rymdfärd    | Kirill Peskov, RSA Hans första rymdfärd    |                                            | Christopher Williams, NASA Hans första rymdfärd |
| Flygingenjör |                                            | Zena Cardman, NASA Hennes första rymdfärd  | Zena Cardman, NASA Hennes första rymdfärd  | Zena Cardman, NASA Hennes första rymdfärd       |
| Flygingenjör |                                            | Michael Fincke, NASA Hans fjärde rymdfärd  | Michael Fincke, NASA Hans fjärde rymdfärd  | Michael Fincke, NASA Hans fjärde rymdfärd       |
| Flygingenjör |                                            | Kimiya Yui, JAXA Hans andra rymdfärd       | Kimiya Yui, JAXA Hans andra rymdfärd       | Kimiya Yui, JAXA Hans andra rymdfärd            |
| Flygingenjör |                                            | Oleg Platonov, RSA Hans första rymdfärd    | Oleg Platonov, RSA Hans första rymdfärd    | Oleg Platonov, RSA Hans första rymdfärd         |